# (14621) Tati
(14621) Tati est un astéroïde de la ceinture principale. 

## Description
(14621) Tati est un astéroïde de la ceinture principale découvert le 22 octobre 1998 par l' astronome australien John Broughton à l'observatoire de Reedy Creek à Gold Coast, Queensland, Australie. Il présente une orbite caractérisée par un semi-grand axe de 2,3502762 UA et une excentricité de 0,1039028. Sa trajectoire est inclinée de 7,78607° par rapport à l'écliptique.
Il a été nommé à la mémoire de l'acteur et réalisateur français Jacques Tati (1907-1982), célèbre pour ses comédies.